# مستحراوات توغية
مستحراوات توغية (بالإنجليزية: Thermotogae)‏ هي شعبة من نطاق البكتيريا سلبية الغرام اللاهوائية، معظمها أليفة للحرارة والحرارة المفرطة.